# Muhammad Rashid Rida
Muhammad Rashid Rida (arabe : محمد رشيد رضا ou Muhammad Rachīd ibn 'Alī Ridā ibn Muhammad Chams ad-Dīn ibn Muhammad Bahā' ad-Dīn ibn Munlā 'alī Khalīfa محمد رشيد بن علي رضى بن محمد شمس الدين بن محمد بهاء الدين بن منلى علي خليفة) (né le 23 septembre 1865 dans le village d'Al-Qalamoun en Syrie ottomane (Vilayet de Damas), dans l'actuel Liban, mort au Caire en 1935) était un intellectuel syrien de la tradition islamique réformiste -, issu de Jamal al-Dîn al-Afghani (penseur et philosophe afghan) et de Mohammed Abduh (penseur égyptien). 
Comme ses prédécesseurs, il s'est concentré sur la relative faiblesse des sociétés musulmanes vis-à-vis des sociétés occidentales et s'est interrogé sur le colonialisme.
Il dénonçait les excès des soufis, la stagnation des oulémas et le retard des sociétés musulmanes sur les sciences et les technologies.

## Biographie
Rida est né dans le village d'Al-Qalamoun, situé sur la côte Méditerranée de l'actuel Liban, à environ 5 km de Tripoli. Il grandit au sein d'une famille se réclamant descendant du prophète de l'islam Mahomet. C'est dans cette ville qu'il fait ses études et eut pour maître Husayn al-Jisr.
Après de vives critiques contre le gouvernement ottoman, il est forcé en 1897 de s'exiler pour l'Égypte.
C'est en Égypte qu'il fonde le 17 mars 1898, la revue Al-Manâr (le phare), un journal mensuel qui a pris le relais de l'Anse solide d'al-Afghani. C'est dans cette revue qu'il entreprend de poursuivre l'œuvre d'Abduh. Il dirige Al-Manâr pendant plus de quarante ans, il y émet des fatwas, et enrichit un commentaire du Coran rédigé par Abduh. Il est proche du hanbalisme dont Henri Laoust a bien montré l'influence qu'il a exercé sur le mouvement des frères musulmans. 
Après la révolution Jeunes-Turcs de 1908, il devient un fervent adepte du nationalisme arabo-islamique dont Kawakibi avait jeté les bases. Il s'attache à relier l'identité arabe à l'identité musulmane, et à rapprocher les points de vue des nationalistes arabes et des réformistes musulmans.
Il associe dès 1916, le panarabisme au réformisme islamique. Après avoir soutenu les mouvements arabes pendant l'épopée Jeunes-Turcs, il s'oppose aux visées françaises sur la Syrie et participe au Congrès syrien de 1919 et en devient rapidement président. Il souhaitait voir émerger une nation arabe islamique, avec le retour du califat du fait de la « trahison turque de l'islam ». Il affirme que le seul modèle islamique pur est le modèle islamique arabe, et se déclare partisan d'un contre-califat arabe.
Après l'abolition du califat par Atatürk en 1924, Rida insiste alors sur le caractère arabe de la fonction du califat.
Il partageait avec Kawakibi la certitude de la supériorité religieuse des arabes sur les autres peuples de la communauté islamique, et était persuadé que la renaissance musulmane (Nahda) passera par les Arabes.
Après la prise de La Mecque par les Saoud, il devient le défenseur de cette monarchie qui a instauré un nouvel État islamique dans lequel il voit un facteur d'espoir pour le monde musulman.
À la suite de la mort de Rachid Rida en 1935, Hassan el-Banna,devint l’éditeur de la publication Al Manar, témoignant de l'influence de celui qui créa le mouvement les frères musulmans en 1928.